# Довгий, Владимир Анатольевич
Владимир Анатольевич Довгий (1963, Новая Каховка, Херсонская  область,Украинская ССР, СССР — 11 октября 2004, СИЗО-1, Новая Каховка, Херсонская область, Украина) — предполагаемый украинский серийный убийца и каннибал, который подозревался в совершении не менее 10 убийств на территории Новой Каховки (Херсонская область) в период с 1999 года по 10 января 2004 года. По версии следствия, 9 из 10 его жертв являлись проститутками. После ареста Владимир Довгий признался в совершении убийств и заявил, что мясо убитых девушек употреблял в пищу. В ходе обыска его квартиры было обнаружено более 120 трёхлитровых банок с законсервированным мясом, не менее 30 из которых были наполнены мясом неживотного происхождения. Настоящее количество жертв Владимира Довгия осталось неизвестным. Во время расследования он обязался дать дополнительные показания по другим эпизодам во время судебного процесса, однако 11 октября 2004 года, незадолго от открытия суда, Владимир Довгий умер находясь в СИЗО от сердечного приступа. Известен под прозвищами «Людоед из Новой Каховки» и «Тушоночник».

## Биография

### Жизнь до убийств
Согласно одной из версий Владимир Довгий родился в 1963 году на территории Новой Каховки (Украинская ССР).
По другой версии, Довгий родился там же в 1961 году. Детство и юность провел в социально благополучной обстановке. Оба его родителя вели законопослушный образ жизни, не имели проблем с законом и вредных привычек, отрицательно влияющих на быт, здоровье сына и благосостояние семьи в целом. Отец Довгого работал хирургом, а мать терапевтом в местной больнице, вследствие чего Владимир Довгий с детства начал интересоваться медициной и изучал анатомию человека. В школьные годы Владимир Довгий занимался гиревым спортом, однако популярностью среди сверстников и девушек не пользовался. Он не испытывал интереса к учебному процессу, вследствие чего имел проблемы с успеваемостью и не смог по примеру родителей поступить после окончания школы в медицинский университет. В 1981 году Владимир Довгий был призван в Советскую армию. После демобилизации он предпринял еще одну попытку поступить в медицинский университет, которая также оказалась неудачной, после чего поступил в машиностроительный техникум. В середине 1980-х годов Довгий окончил техникум и устроился работать на низкоквалифицированной должности на один из местных заводов. В 1986 году он начался встречаться с девушкой, на которой женился спустя после 2 месяцев знакомства. Согласно его собственным признаниям, до женитьбы он не имел сексуальных контактов с девушками. В браке супруга родила ему сына, однако брак не задался, после чего Довгий развелся с супругой после 2 лет брака в 1988 году и впоследствии в процессе воспитания ребенка практически не принимал никакого участия. Знакомыми и родственниками Владимир Довгий характеризовался крайне положительно. Практически всю сознательную жизнь Довгий проживал вместе с родителями, с которыми у него были чрезвычайно близкие отношения, в многоквартирном доме № 15 по улице Пионерская. В свободное от работы время он увлекался чтением книг и кулинарией, в частности имел страсть к консервации любых продуктов. После распада СССР и последовавшей за ним неблагоприятной социально-экономической обстановкой, Владимир Довгий потерял работу и в течение нескольких лет жил на иждивении родителей, периодически зарабатывая на жизнь случайными заработками. В 1999 году мать Владимира Довгия умерла, после чего его отец неожиданно женился на другой женщине и съехал с квартиры, оставив Владимира там жить в одиночестве. По версии следствия, смерть матери и неожиданный отъезд отца сильно повлияли на психоэмоциональное состояние Владимира Довгия. В этот период он познакомился с девушкой по имени Ольга Мельник, которая была больна туберкулёзом. Девушка была из социально неблагополучной семьи, имела слабое здоровье, низкий уровень образования и была совершенно социально неадаптированна к жизни в обществе. Оказав девушке симпатию, Довгий предложил Ольге поселиться у него, после чего начал ее лечить и всячески ухаживать за ней. По утверждению самого Довгого, между ним и Ольгой Мельник были интимные отношения, однако из-за ее плохого физического состояния, их отношения вскоре приобрели исключительно приятельский характер без интимной составляющей. После того, как некоторые методы лечения не помогли Ольге Мельник, Владимир Довгий решил в качестве лечения изготовить противотуберкулезные снадобья из собачьего жира, после чего стал отлавливать и убивать в Новой Каховке бродячих собак. В этот период он по словам его отца, Владимир окончательно деградировал в морально-нравственном плане и начал вести маргинальный образ жизни, злоупотребляя алкогольными напитками и проводя свободное время в обществе девушек легкого поведения, однако к уголовной ответственности никогда не подвергался и в агрессивном поведении по отношению к кому бы то ни было замечен не был.

Из комментария отца Владимира Довгого:
Я гонял этих бабенок постоянно. Они боялись меня, как огня… Не было дня, чтобы я не заглянул в квартиру сына. Он в быту был неряхой, за что я постоянно его ругал. Но сын отменный повар. Как-то угостил меня необычным мясным блюдом. Признаться, понравилось. Угадай, говорит, что за дичь. Оказалось, барсук. Стал хвастать, что ходит в плавни на охоту. Я напросился вместе с ним. Показал мне Володя капканы, мы отлично провели день, и вдруг он заявляет: «Я тебя разыграл, в кастрюле на самом деле… собачатина». Меня чуть не вырвало, с тех пор за стол у него никогда не садился...Понимаете, много лет человек без работы оставался, за соломинку хватался, чтобы выжить. Вот и опускался. Ниже, еще ниже. Я видел это. Но он сопротивлялся, как мог. В летний сезон Володя повадился ездить по пригородным селам, нанимался на полевые работы. В три часа ночи вставал, 40 километров ехал на велосипеде, в шесть уже был на поле. И до восьми вечера вкалывал. Рассчитывались хозяева помидорами, а их еще продать нужно. Выходной приходит — он напьется, баб приведет… Так и жил. Я старался материально его поддерживать, следил, чтобы долг за квартиру не рос. А кончилось вот чем!

### Разоблачение
В 2003 году Владимир Довгий устроился сторожем на одно из кладбищ Новой Каховки. На новом рабочем месте он характеризовался крайне положительно и вскоре стал близко общаться со своим 24-летним бригадиром Андреем Ребенковым. В начале января 2004 года, Довгий пригласил его к себе домой на ужин. В тот день Ребенков явился к Довгию со своей одноклассницей и сожительницей Ириной Ерохиной. Во время ужина, все трое употребляли алкогольные напитки, после чего между Андреем Ребенковым и Владимиром Довгим произошла ссора. По одной из версий причиной ссоры стало девиантное поведение Довгого, который будучи в состоянии алкогольного опьянения стал подвергать Ерохину сексуальному домогательству, после чего Ребенков встал на защиту девушки и Довгий зарезал его ножом. По другой версии причиной ссоры стала обида Довгого на Ерохину и Ребенкова, после того как он во время застолья в ответ на похвалы о приготовленной еде — признался им в том, что является серийным убийцей девушек и угостил их мясом одной из своих жертв. Согласно свидетельствам Ерохиной, признание Довгого не произвело на них никакого эффекта. Они посчитали его слова глупой шуткой, высмеяли его и заявили ему о том, что Довгий из-за проблем с лишним весом и неопрятного вида совершенно не соответствует образу серийного убийцы. Ерохина утверждала, что Довгий после этого вышел из-за стола, оставив их с Ребенковым на некоторое время вдвоем, после чего вернулся с ножом и напал на Ребенкова сзади, нанеся ему около 6 ударов ножом в спину и около 10 ударов в область груди, от последствий которых он скончался. Совершив убийство, Довгий расчленил тело Ребенкова. Мягкие ткани он сварил в кастрюле и приготовил из них пищу, а кости и другие останки ночью вынес во двор дома, где закопал в неглубокой яме возле гаражей во дворе собственного дома. Ирина Ерохина провела в квартире Довгого 2 дня, в течение которых наблюдала за процессом расчленением трупа и приготовлением пищи. Во время захоронения останков Ерохина по приказу Довгого вынуждена была помогать ему. Так как земля была мерзлая и копать было тяжело, в какой-то момент Довгий потерял бдительность и пошел за лопатой которая находилась в более лучшем состоянии, оставив Ерохину одну возле гаражей. Воспользовавшись этим, девушка сбежала. Согласно другой версии, Ерохина сумела сбежать из квартиры Довгого до того, как он вынес останки из своей квартиры. Довгий утверждал, что не стал есть мясо Ребенкова и выбросил его в мусорку, так как мясо мужчины ему показалось жестким и невкусным.
Будучи в состоянии стресса Ерохина спряталась в одном из сараев на территории дома своей подруги, где была обнаружена на следующий день. После того как подруга Ирины обратилась в милицию, Ирина Ерохина была найдена и доставлена в больницу, где ей была оказана психологическая помощь. После того, как ее психическое состояние пришло в норму, она рассказала сотрудникам правоохранительных органов об убийстве. На основании ее показаний Владимир Довгий был арестован 13 января 2004 года недалеко от своего дома. Во время первых же допросов он признался в совершении убийства Андрея Ребенкова. Совместно с Ерохиной он указал расположение захоронение останков Ребенкова и указал место на реке Днепр, где он выбросил в ее воды череп, который был обнаружен в указанном им месте водолазами. Мозг убитого Довгий предварительно вынул из черепа с целью приготовления блюда. В ходе осмотра его квартиры и обыска следователи обнаружили более 120 трехлитровых банок с приготовленной в домашних условиях тушенкой и бульоном. В ходе допроса, Довгий поведал сотрудникам милиции сведения о том, что тушонка в банках сделана из мяса убитых им проституток, которые были убиты им в период с 1999 года по 2003 год, часть из мягких тканей которых он употребил в пищу. Вскоре были обнаружены косвенные свидетельства, подтверждающие версию Довгию о том, что он несет ответственность за совершение серии убийств девушек.  При обыске в его квартире было найдено женское нижнее белье и другие предметы  женской одежды. Во время осмотра следователи установили, что размер и фасон предметов одежды свидетельствовали о том, что они принадлежали разным женщинам. В ходе криминалистических экспертиз в ванной комнате квартиры Довгия эксперты-криминалисты нашли множество засохших пятен крови. По результатам экспертизы было установлено, что пятна крови были разной групповой принадлежности и принадлежали как минимум 2 разным человекам. На допросе Владимир Довгий утверждал, что инициатором его свиданий с проститутками была его подруга Ольга Мельник, так как он, согласно его свидетельствам, имел проблемы в общении с девушками, поздно лишился девственности, по причине чего страдал комплексом неполноценности и испытывал к девушкам и женщинам ненависть. По его словам, после развода с женой, он на протяжении многих лет практически не общался с девушками и женщинами. После смерти матери и отъезда отца, Довгий согласно его свидетельствам предпринимал попытки знакомства с женщинами, однако вследствие проблем с коммуникабельностью у него при общении с женщинами начиналась лихорадка и ряд других неспецифических защитных реакций организма. Довгий утверждал, что он был в состоянии поддерживать отношения только с Ольгой Мельник, однако и в этом случае, инициатором знакомства и продолжения отношений выступала она, а не он.
Во время совершения убийств, Довгий продемонстрировал выраженный ему образ действия. Заманив жертву в квартиру, он, Ольга Мельник и их жертва некоторое время ужинали и совместно распивали алкогольные напитки, после чего Довгий вступал с жертвой в интимную связь и убивал. Довгий признавал, что отличался слабостю морального духа, вследствие чего боялся смотреть жертвам в глаза, всегда нападал на жертву сзади с ножом, стараясь нанести ей удар в жизненно-важные органы тела с целью недопустить сопротивление с ее стороны. После расчленения трупов, мягкие ткани он употреблял в пищу и делал из них тушонку, закрывая ее потом в банки, а костные останки и другую плоть, такие уши, стопы и кисти рук — захоранивал недалеко от дома в разных местах или выбрасывал в воды реки Днепр. Жировую ткань жертв Довгий также консервировал, добавляя его впоследствии в каши и борщ. Довгий пояснил, что параллельно с убийством людей продолжал совершить убийства бродячих собак, из мяса которых также приготавливал тушонку. В какой-то период, по словам Довгого, у него произошло перепроизводство тушёнки, вследствие чего он стал излишки мяса подвергать консервации, часть его продал на местном рынке, а часть раздал соседям и знакомым. На последующих допросах Довгий по памяти описал внешность своих жертв и озвучил их имена. На основании его показаний, часть из убитых девушек предположительно были опознаны следствием. Они были замечены в занятии проституцией, ведении маргинального образа жизни и пропали без вести приблизительно в то время, когда Довгий согласно его показаниям совершал убийства. Согласно признательным показаниям Довгого, в качестве жертв он и Мельник выбирали проституток, местных наркоманок или иногородних, которых никто не будет искать в Новой Каховке. Во время допросов Довгий продемонстрировал отличную память. Он поведал следователям точные даты, когда была убита та или иная девушка и даже указал банки, где по его словам находилось мясо той или иной жертвы.
Первое убийство согласно признательным показаниям Владимира Довгого он совершил в конце 1999 года по нелепой случайности. Он утверждал, что в ходе назначенного курса лечения врачами ему не удавалось вылечить Ольгу Мельник от туберкулеза и ее физическое состояние продолжало ухудшаться. Вследствие астенического телосложения и болезненного вида, Мельник часто подвергалась насмешкам со стороны детей и подростков, после чего Владимир Довгий однажды в шутку пообещал ей убить ее обидчиков. Он утверждал, что Мельник поняла смысл его слов буквально и в конце 1999 года сама привела в квартиру их первую жертву, заявив ему, что это женщина после знакомства согласилась поужинать с ними, но во время разговора всячески подчеркивала свое превосходство над тяжелобольной Ольгой и тем самым обидела ее, после чего Довгий не счел возможным не выполнить свое обещание и зарезал девушку. После совершения убийства и расчленения трупа, Довгий решил попробовать человеческое мясо на вкус, так как по его утверждению, испытывал такое желание начиная с 1995 года, после просмотра зарубежных фильмов ужасов, еще при жизни матери
.
Второе убийство Владимир Довгий согласно его свидетельствам совершил 27 марта 2000 года. Жертвой стала проститутка по имени Елена. Довгий встретился с ней на объездной дороге в Новой Каховке, после чего пригласил к себе в квартиру и заплатил ей за оказание сексуальных услуг 50 гривен. Довгий утверждал, что после совместного ужина и секса, Ольга Мельник ему пожаловалась на то, что Елена якобы украла у нее деньги, после чего они совершили на нее нападение, в ходе которого Мельник ударила девушку молотком по голове, но ей удалось вырваться и добежать до входной двери, где Довгий нанес ей удар ножом и поволок на кухню, где Елена, придя в сознание, вновь оказала сопротивление, сумела вырваться с вновь добежать до двери, которая оказалсь закрытой. Пока она пыталась открыть замок, Довгий еще несколько раз ударил ее ножом, после чего оттащил вглубь квартиры, где Елена согласно свидетельствам Довгого, из последних сил снова попыталась подняться и сбежать, но он не дал ей этого сделать и нанес ей еще несколько ударов ножом, от последствий которых она потеряла сознание и умерла.
В ходе расследования сотрудники правоохранительных органов нашли девушку, которая утверждала, что ей удалось во время попытки нападения и убийства вырваться из его квартиры. Она утверждала, что спустилась этажом ниже и постучала в квартиру. Несмотря на то, что она была раздета, перепугана и окровавлена, жители квартиры ее впустили, после чего туда явился Владимир Довгий и потребовал выдать ему его жертву, но хозяева квартиры этого не сделали, после чего Довгий якобы успокоился и ушел. Показания девушки были подвергнуты сомнению следствием, так как она не смогла объяснить причины того, что ни она, ни приютившие ее жильцы той квартиры в тот день не обратились в милицию. Другой свидетель, знакомый Довгого по фамилии Грищенко, после ареста Владимира Довгого утверждал, что в феврале 2003 года он встретил его и Ольгу Мельник на улице, после чего они пригласили его к ним в квартиру поужинать и выпить водки. По словам Грищенко, Довгий попросил его в ванную комнату не заходить, так как там был беспорядок. В какой-то момент Грищенко якобы заглянул в стоявшую на плите 40-литровую кастрюлю и увидел там человеческие ноги, после чего испугался и под предлогом приобрести еще водки — сумел покинуть квартиру. Он утверждал, что побежал домой, где рассказал об увиденном своей жене, которая позвонила в милицию и сообщила адрес проживания Владимира Довгого, но сотрудники правоохранительных органов ей не поверили.
Всего же по итогам расследования было установлено, что в квартире Владимира Довгия в период с 1999 по 2003 год побывало около 240 девушек.
30 ноября 2002 года Довгий и Мельник совершили убийство одной из ее подруг по имени Любовь. По утверждению Довгого, в тот день они втроем отдыхали на природе, где Любовь, впавшая в состояние алкогольного опьянения поссорилась с Ольгой Мельник, начала себя по-хамски вести по отношению к Ольге и нецензурно выражаться в ее адрес, после чего он и Мельник пригласили ее в свою квартиру, накрыли стол, поужинали и зарезали ее. Довгий утверждал, что к началу 2004 года у него уже образовалось патологическое влечение к убийствам, вследствие чего когда представилась возможность убить в январе 2004 года Ребенкова, он не преминул ею воспользоваться. Согласно свидетельствам Довгого, он не убил Ирину Ерохину, так как она ему нравилась и он пребывал в уверенности того, что девушка, став невольным свидетелем и соучастником убийства — не будет обращаться в милицию, будет проживать в его квартире с ним и оказывать ему помощь при совершении всех последующих убийств. Ирина Ерохина в свою очередь слова Довгого полностью подтвердила.
Весной 2004 года трехлитровые банки с тушонкой были изъяты из квартиры Довгия и отправлены в областное бюро судебно-медицинской экспертизы на территории Херсона для проведения криминалистической экспертизы на предмет установления происхождения мяса. Результаты экспертизы были признаны неубедительными. Эксперты-криминалисты не смогли установить  происхождение мяса, так как продолжительная термическая обработка и многолетнее хранение разрушили цепочки ДНК, а костных фрагментов в банках обнаружено не было, так как Владимир Довгий готовил тушонку весьма тщательно, по всем правилам кулинарного искусства.

Из комментария начальника Херсонского областного бюро судебно-медицинской экспертизы Евгений Лысенко>:
Мы не смогли установить, мясо какого происхождения находилось в консервах, поскольку перед закладкой в стеклянные банки оно подвергалось термической обработке. Ведь при высоких температурных режимах мышечная ткань разворачивается, идет денатурация белков, разрушаются антигены. Поэтому невозможно определить, что перед нами на самом деле -- мясо человека или животного.
Тем не менее очевидные доказательства того, что мясо как минимум в одной банке принадлежало человеку — найдены были. Во время проведения криминалистической экспертизы, эксперты в одной из банок на одном из кусков мяса обнаружили кусок кожи с нанесенной на ней татуировкой в виде незамысловатого рисунка. Так как жир в этой банке был немного иной консистенции чем в других и отличался по цвету, эксперты-криминалисты в ходе визуального осмотра всех изъятых банок по цвету жира, бульона и их консистенции пришли к выводу, что как в минимум в 23 трехлитровых банках хранилось человеческое мясо. На последующем допросе Довгий этот факт признал, заявив что банки с маринованным человеческим мясом и бульоном визуально всегда отличались от банок, где хранилось мясо собак. Он также уточнил, что после убийства и расчленения каждого трупа проститутки, в каждом случае у него получалось закрыть 3 трехлитровые банки с мясом и бульоном. В сентябре 2004 года расследование было завершено. Владимиру Довгому были предъявлены обвинения в совершении 10 убийств. Уголовное дело насчитывало 7 томов, а обвинительное заключение составило 50 страниц текста.
Во время расследования Владимир Довгий содержался в СИЗО Новой Каховки, где его психическое состояние резко ухудшилось. Весной 2004 года на фоне стресса физическое здоровье его сообщницы Ольги Мельник резко ухудшилось, вследствие чего она вскоре умерла. Узнав об этом, Владимир Довгий совершил попытку самоубийства, попытавшись перерезать сонную артерию заточенным кусочком пластиковой бутылки, но это ему не удалось. В марте того же года он был этапирован в Херсонскую областную психиатрическую больницу для проведения судебно-психиатрической экспертизы для установления степени его вменяемости. 12 апреля 2004 года по результатам экспертизы Владимир Довгий был признан вменяемым, хотя у него и были выявлены признаки психопатии мозаичного круга. По заключению экспертов, в период времени, относящийся к инкриминируемым ему правонарушениям, у Довгого не было какого-либо временного болезненного расстройства душевной деятельности и он мог отдавать себе отчет в своих действиях и руководить ими.

Из акта стационарной судебно-психиатрической комплексной психолого-психиатрической экспертизы: 
«Расстройства влечений, интересов, обусловленные личностными особенностями Долгого В.А., в условиях микросоциальной среды (проживание в изолированной квартире, отец после смерти матери ушел к другой женщине) приняли выраженные, извращенные формы (садизм, мазохизм, употребление мяса собак и человеческого)»
В последующие месяцы Владимир Довгий впал в депрессию. Он не отказывался от своих показаний, полностью признавал свою вину в совершении 10 убийств и неоднократно заявлял о том, что в качестве уголовного наказания предпочитает смертную казнь и быть расстрелянным, нежели отбывать пожизненное лишение свободы в колонии особого режима. После завершения расследования уголовное дело было отправлено в Херсонский областной суд. Судебный процесс должен быть открыться в начале 2005 года, но он так и не состоялся, так как Владимир Довгий умер 11 октября 2004 года находясь в СИЗО от инфаркта миокарда.
Отец Владимира Довгого — Анатолий Довгий подозревался следователями в том, что он во время совершения серии убийств был осведомлен о деяниях сына. Так в ходе расследования было установлено, что Анатолий Довгий в период совершения его сыном убийств активно помогал ему избавляться от излишек накопившейся тушонки путем ее продажи на местном рынке под видом мяса барсука, которое пользовалось спросом как лекарство для лечения простудных заболеваний и туберкулеза. После ареста Владимира, Анатолий Довгий был уличен в уничтожении потенциальных улик, изобличающих его сына в совершении убийств. До изъятия банок с законсервированным мясом следователями, несмотря на запрет, Анатолий Довгий проникнул в квартиру сына, где под покровом ночи уничтожил около 40 трехлитровых банок с консервированной тушонкой и вынес из квартиры предметы женской одежды, которые по версии следствия принадлежали убитым девушкам. Уничтоженные банки с тушонкой по версии следствия были наполнены человеческим мясом. Сам Анатолий Довгий не дал своему поступку впоследствии никакого рационального объяснения, заявив что в квартире сына, несмотря на запрет ее посещения, нужно было сделать генеральную уборку, при этом он не подметал, не вымывал пятна крови, не вытирал отпечатки пальцев, а целенаправленно уничтожил только лишь содержимое банок. В конечном итоге, степень осведомленности Анатолия Довгия о причастности к серийным убийствам его сына так и осталась неустановленной, так как Анатолий Довгий в начале 2005 года скончался.

## В массовой культуре
- Документальный фильм «Людоеды» из цикла «Чистосердечное признание» (2005)
- Документальный фильм «Людоед из Новой Каховки» из цикла «Украина криминальная» (2014)